# EcoJet
EcoJet je predlagano ozkotrupno potniško letalo s propfan motorji in kapaciteto okrog 100-200 potnikov. Uporabljal bi se za kratke lete. Namen projekta je okolju bolj prijazno letalo kot trenutna generacija letal Boeing 737 in Airbus A320. Zmanjšali naj bi emisije ogljikovega dioksida za 50%, dušikov oksidov do 75% in hrup za 25%.
Idejo je predložil evropski nizkocenovni EasyJet junija 2007 in naj bi poletel okrog leta 2015, kar pa se najverjetneje ne bo zgodilo. Airbus razvija Airbus A320NEO, Boeing Boeing 737 MAX, Bombardier C-series, Rusi Irkut MS-21 in Suhoj Superjet , Kitajci pa C919. Vsa omenjena letala uporabljajo turboventilatorske motorje in vsi imajo motorje nameščene pod krila.
Letalo naj bi bil zgrajeno iz kompozitnih materialov iz karbonskih vlaken. Motorje propfan zaradi velikih dimenzij ne bi namestili pod krila ampak na rep.